# Doorsnee (plaats)
Doorsnee is een buurtje in de gemeente Pekela in het oosten van de provincie Groningen. Het buurtje is ontstaan langs het gelijknamige diep, dat in het verlengde ligt van de Ommelanderwijk. Het verbindt dat diep met het Pekelder Hoofddiep, ter hoogte van Nieuwe Pekela.
Het diep werd in 1820 gegraven en vormde een verbinding tussen veengebieden langs de Ommelanderwijk, die vanuit Veendam ontgonnen waren, en het veengebied langs de Pekel A, dat vanaf Oude Pekela was ontgonnen.
Dorpen: Boven Pekela · Nieuwe Pekela · Oude Pekela

Gehuchten: Alteveer (deels) · Bronsveen 

Buurtschappen: Doorsnee · Dwarsdiep · Hanekamp · Hoetmansmeer · Kruiselwerk · Mallemolen · Noodvlucht · Noorderkolonie · Stroobos · Wildeplaats · Zuiderkolonie

Groningen: Steden en dorpen      Nederland: Provincies · Gemeenten